# Gheorghe Săsărman
Gheorghe Emil Săsărman (1941) è uno scrittore rumeno.
La sua opera più nota, tradotta in diverse lingue, è il romanzo di fantascienza distopica Cuadratura cercului che nella sua prima edizione rumena è uscito con diversi tagli di censura.

## Biografia
Ha studiato architettura all'Istituto Ion Mincu di Bucarest, si è laureato e ha conseguito il dottorato in architettura. Nel 1965 ha iniziato a lavorare come giornalista del quotidiano "Scânteia" e dal 1974 si è impiegato alla rivista "Contemporanul". Săsărman ha dovuto interrompere la sua attività per motivi politici  e poi ha deciso di trasferirsi a Monaco di Baviera nel 1983 dove di è dedicato alla professione di informatico.
Nel 1989 ha ricominciato a scrivere articoli in Germania e tra il 2005 e il 2010 è stato direttore ed editore della rivista Apoziţia. Ha svolto anche l'attività di architetto.
Ha iniziato la sua attività di scrittore nel 1962 e i suoi libri e racconti sono stati pubblicati in Romania, Germania, Francia, Spagna, America e Giappone. È considerato uno dei più importanti scrittori di fantascienza rumeni. Il suo romanzo di geofiction Cuadratura cercului è stato tradotto dallo spagnolo in inglese da Ursula Le Guin.
All'Eurocon del 1980 ha vinto il Premio Europa con un racconto della sua antologia Himera.

## Opere
- Oracolul, Bucarest, Tineretului, 1969
- Cuadratura cercului, Cluj-Napoca, Dacia, 1975
  - Cuadratura cercului, Cluj-Napoca, Dacia, 2001
  - Cuadratura cercului, Bucarest, Nemira, 2013
  - La quadrature du cercle, Parigi, Noël Blandin, 1994
  - La cuadratura del círculo, Madrid, La Biblioteca del Laberinto, 2010
  - Squaring the Circle, Seattle, Aqueduct Press 2013 (traduzione di Ursula K. Le Guin)
  - Die Quadratur des Kreises, Gießen, Lindenstruth, 2016
  - 方形の円 (traduzione giapponese di Cuadratura cercului), Tokyo, Tokyo Sogensha, 2019
- Himera, Bucarest, Albatros,1979
- 2000, Bucarest, Eminescu, 1982
  - Die Enklaven der Zeit, Monaco, Heyne Verlag, 1986
- Cupa de cucută, Timișoara, Sedona, 1994
- Cupa cu cucută, Cluj-Napoca, Dacia, 2002
- Sud contra Nord, Cluj-Napoca, Dacia, 2001
- Vedenii, Bucarest, Ideea Europeană, 2007
- Nemaipomenitele aventuri ale lui Anton Retegan și ale dosarului său, Bucarest, Nemira, 2011
- Varianta balcanică îmbunătățită, Bucarest, Nemira, 2014
- Adevărata cronică a morții lui Yeșua Ha-Nozri, Iași, Polirom, 2016
- Alfabetul distopiilor, Cluj-Napoca, Școala Ardeleană, 2021